# سپردار واوی مرکبات
سپردار واوی مرکبات (نام علمی: Lepidosaphes beckii) نام یک گونه از تیره شپشک‌های سپردار است.

### زیست شناسی
سپردار واوی مرکبات زمستان را اغلب به صورت تخم و یا ماده های کامل می گذارند. تخمها در اواخر بهار باز شده و پوره های آفت در قسمت های مختلف گیاه میزبان پراکنده می شوند. هرحشره ماده معمولاً ۴۰-۷۰عدد و حداکثر تا ۳۰۰ عدد تخم می گذارد. سپردار واوی مرکبات در شرایط شمال ۲-۳ نسل در سال دارد. پوره های نسل اول اواخر خرداد ، پوره های نسل دوم اواخر مرداد و اوایل شهریور و در بعضی سال ها پوره های نسل سوم در اواخر ابان ماه از تخم خارج و ظاهر می شوند. پوره ها خیلی ریز و به رنگ زرد بوده و به محض آنکه محل مناسبی برای تغذیه پیدا کردند با خرطوم از شیره تغذیه کرده و پاهای آن ها قطع می شود.

### خسارت
این آفت برگ، میوه، شاخه های جوان و حتی شاخه های مسن تنه درختان مرکبات را مورد حمله قرار داده ، باعث خشک شدن شدید برگ ها و شاخه های جوان می شود، به طوری که قسمت آفت زده درخت منظره سوختگی از حرارت آتش را پیدا می کند. شدت حمله این آفت در قسمت های داخلی و سایه دار درخت بیشتر و اغلب روی میوه ها یک ورقه از سپردار پوشیده شده است.
روش های کنترل: بهترین موقع سمپاشی علیه این سپردار از اواسط بهار به بعد و هنگامی است که حداقل ۵۰ الی ۶۰ درصد پوره ها خارج شده باشند. برای سمپاشی نیز می توان از سموم فسفره استفاده کرد.